# Tailgate (Jazz)
Tailgate (engl. für Heckklappe, Hecktür) ist ein Posaunenstil des Hot Jazz. Er zeichnet sich durch eine offene und robuste Spielweise mit besonders markanten Glissandi aus.
Der Begriff stammt aus New Orleans, wo Jazzbands bereits zu Beginn des 20. Jahrhunderts zu Werbezwecken auf Wagen durch die Straßen gefahren wurden und dabei spielten. Der Posaunist saß dabei auf der heruntergelassenen hinteren Wagenklappe, um seine Kollegen nicht durch seine weit ausholenden Spielbewegungen auf der Zugposaune zu behindern.
Frühe Vertreter des Tailgate-Stils waren Kid Ory, Jack Teagarden, Louis Nelson und George Brunies. Auch das Spiel von Roswell Rudd und von Fred Lonzo war an diesem Stil orientiert.